# Pearly Beach
Pearly Beach è un villaggio situato nella municipalità locale di Overstrand, facente parte della municipalità distrettuale di Overberg nella provincia del Capo Occidentale in Sudafrica.
Si trova vicino a Bantamsklip, località candidata alla costruzione di una nuova centrale ad energia nucleare.

## Geografia
Non lontano da Pearly Beach si trova l'isola di Dyers, dove nidifica una colonia riproduttiva di pinguini. 
L'isola Dyers prende il nome da Samson Dyer, un colono americano che raggiunse il Capo Occidentale nel 1806 e che visse sull'isola.